# 日本三靈山

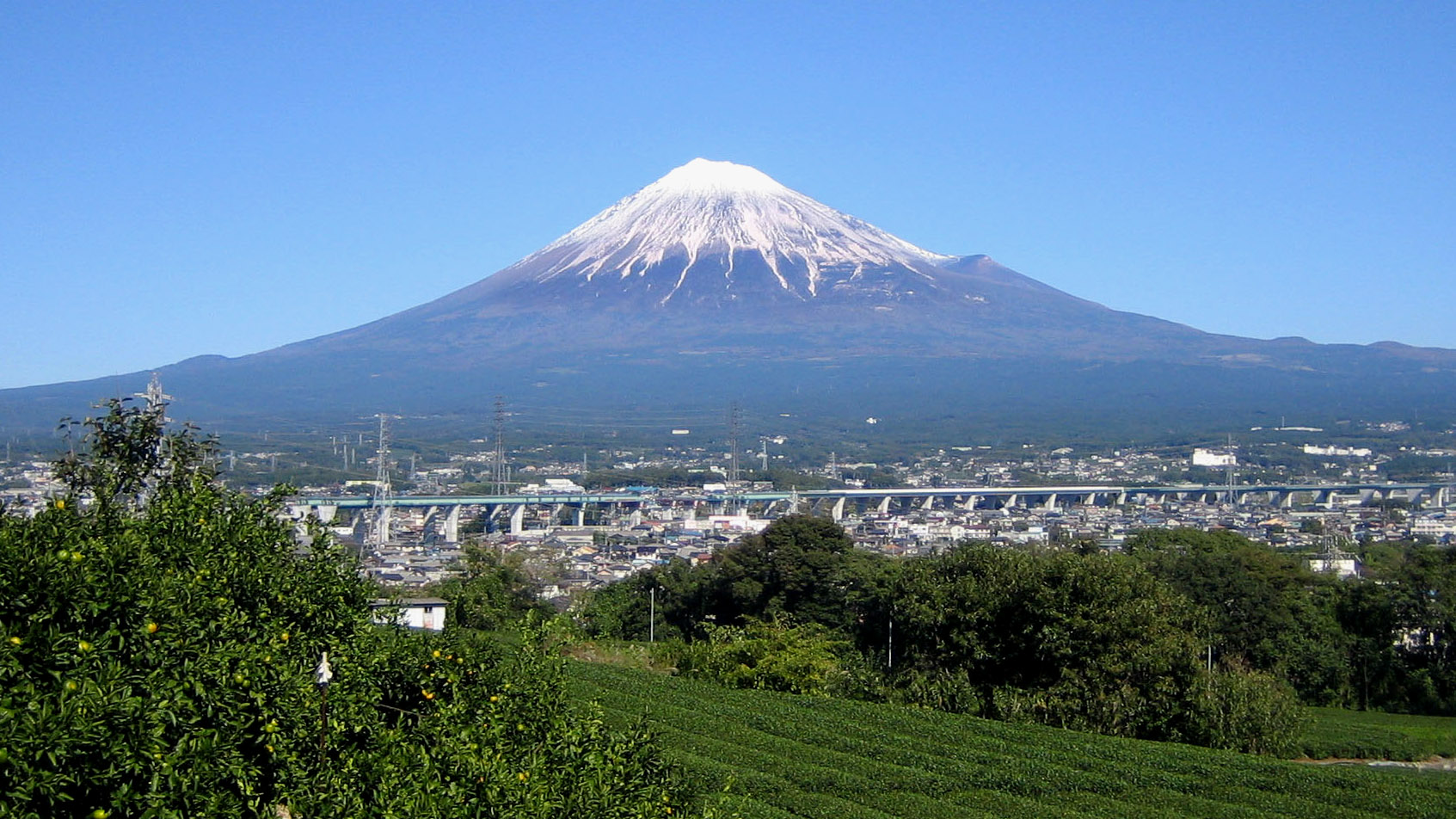
富士山

日本三靈山也稱為三靈山或日本三名山、三名山，是指日本古代山岳信仰中的聖山，分別是富士山、立山及白山，有時也包含御嶽山在內。

## 日本三靈山

### 富士山
富士山是日本一座橫跨靜岡縣和山梨縣的活火山，位於東京西南方約80公里處，主峰海拔3776公尺，2002年8月（平成14年），經日本國土地理院重新測量後，為3775.63公尺，是日本國內的最高峰。

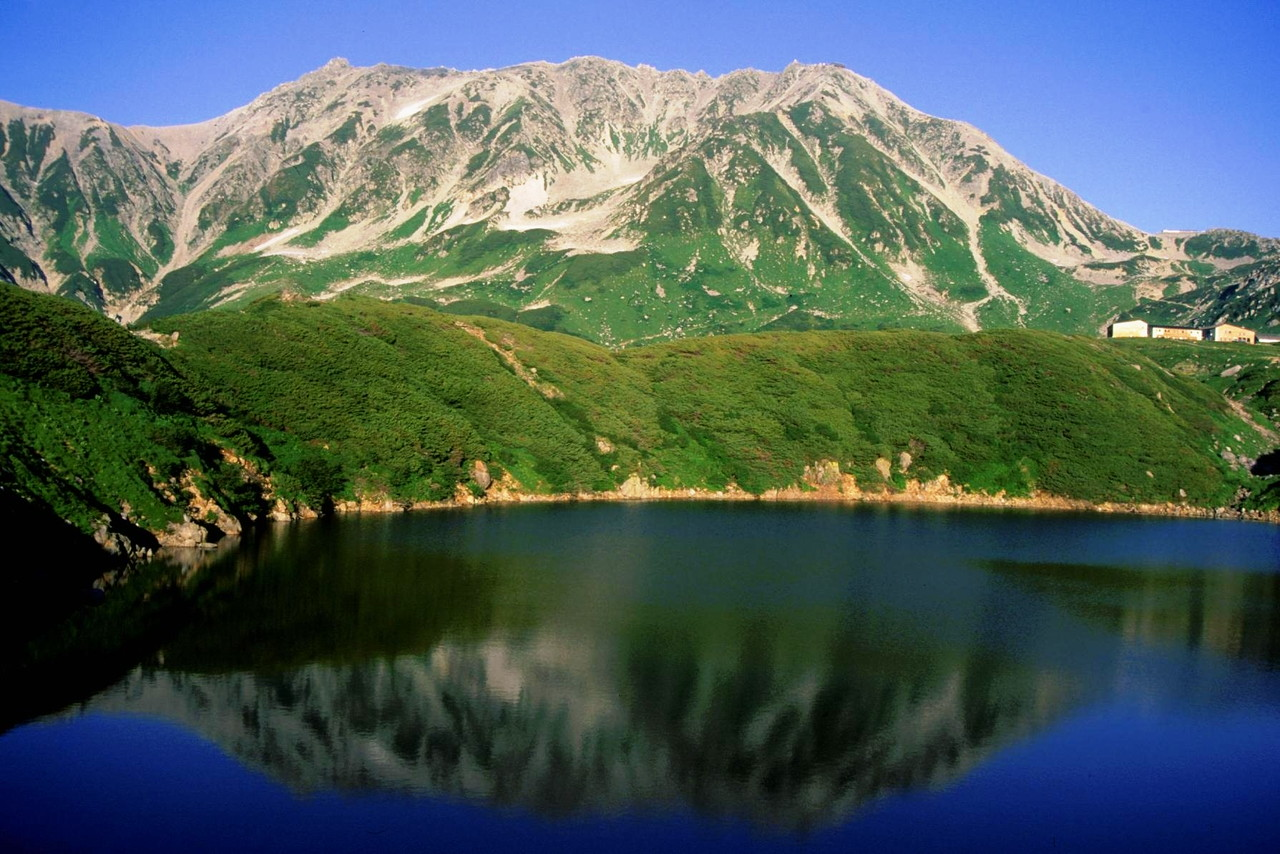
立山

### 立山
立山是日本富山縣飛驒山脈（被稱為北阿爾卑斯山）所在的山地，位於富山縣内、最高峰大汝山標高3,015 公尺。

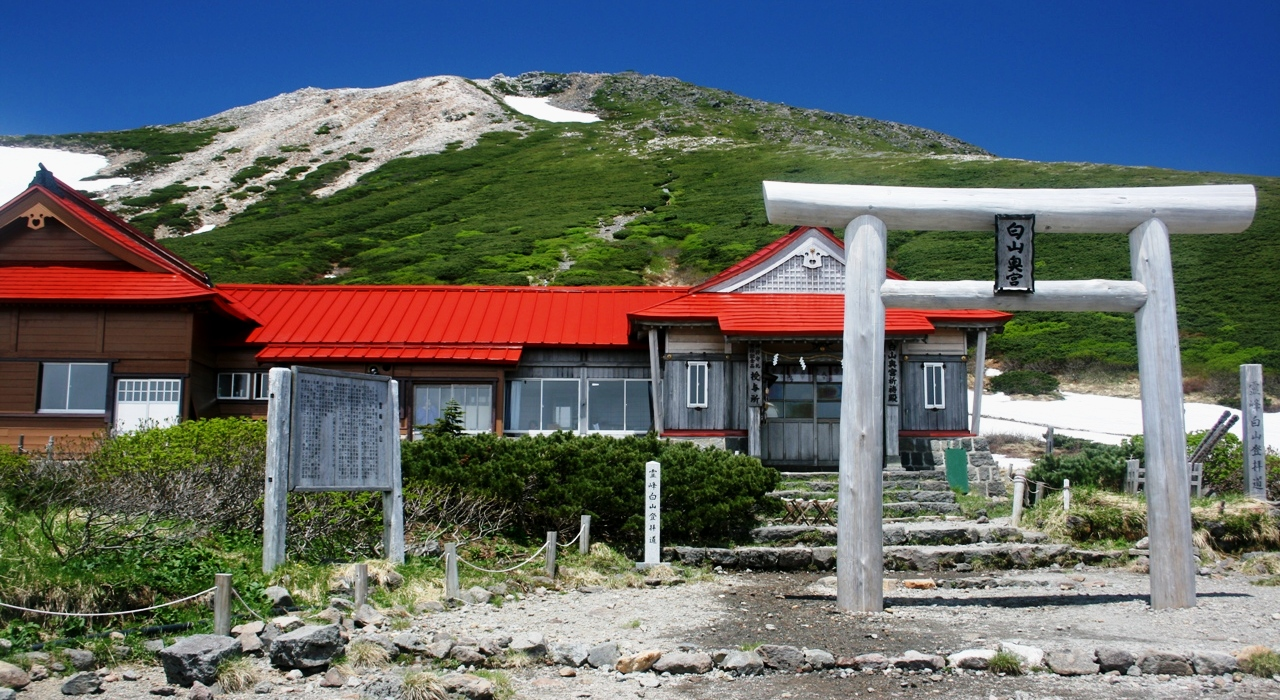
白山

### 白山
白山是位於日本石川縣、福井縣、岐阜縣的成層火山，自30萬年到40萬年前開始有火山活動，最近的一次噴發是在1659年（萬治2年）。